# أبدا لن أموت (مسلسل)
أبدًا لن أموت  مسلسل درامي مصري من تأليف نبيل عصمت وإخراج نور الدمرداش، المسلسل إنتاج عام 1969.

## قصة المسلسل
يتناول قصة موظف (عزت العلايلي) في شركة كيميائية، يحاول السرقة من الشركة مضطرًا بسبب مرض ابنته، وبحاجة عملية جراحية ولكنه لا يملك تكاليفها، وأثناء هروبه من الشركة يصاب في يده ويتلوث الجرح بمرض خطير ومعدي ينتقل إلى كل من يقترب منه،وتستمر عمليات البحث عنه دون جدوى إلى أن يتعرف على صحفية (نبيلة عبيد) والتي تحاول مساعدته في حل مشكلته.

## الممثلون
- عزت العلايلي (حسين ذهني)
- نبيلة عبيد (الصحفية عفاف)
- عماد حمدي (عبدالمنعم ذهني)
- سامية شكري (كريمة)
- أحمد توفيق (رئيس التحرير)
- ميمي شكيب (والدة عفاف)
- سلامة إلياس (والد عفاف)
- نبيل الهجرسي (الصحفي فؤاد)
- عبد المنعم بسيوني (وكيل النيابة)
- سمير ولي الدين (الشاويش)
- فايق عزب (ضابط شرطة)
- عبد الرحمن لملوم (شرطي)
- سعد زغلول
- ناجي أنجلو
- علي عز الدين
- سيد عبدالباسط
- مصطفى القسط
- فخري عازر
- عصام مصطفى
- إبراهيم حسنين
- فتحية علي
- فؤاد رضا
- حسن سيف الدين
- عادل الشناوي
- حسن أنيس
- نادر نور الدين